# Kolla insignis
Kolla insignis är en insektsart som beskrevs av William Lucas Distant 1908. Kolla insignis ingår i släktet Kolla och familjen dvärgstritar. Inga underarter finns listade i Catalogue of Life.